# Helmut-Qualtinger-Hof

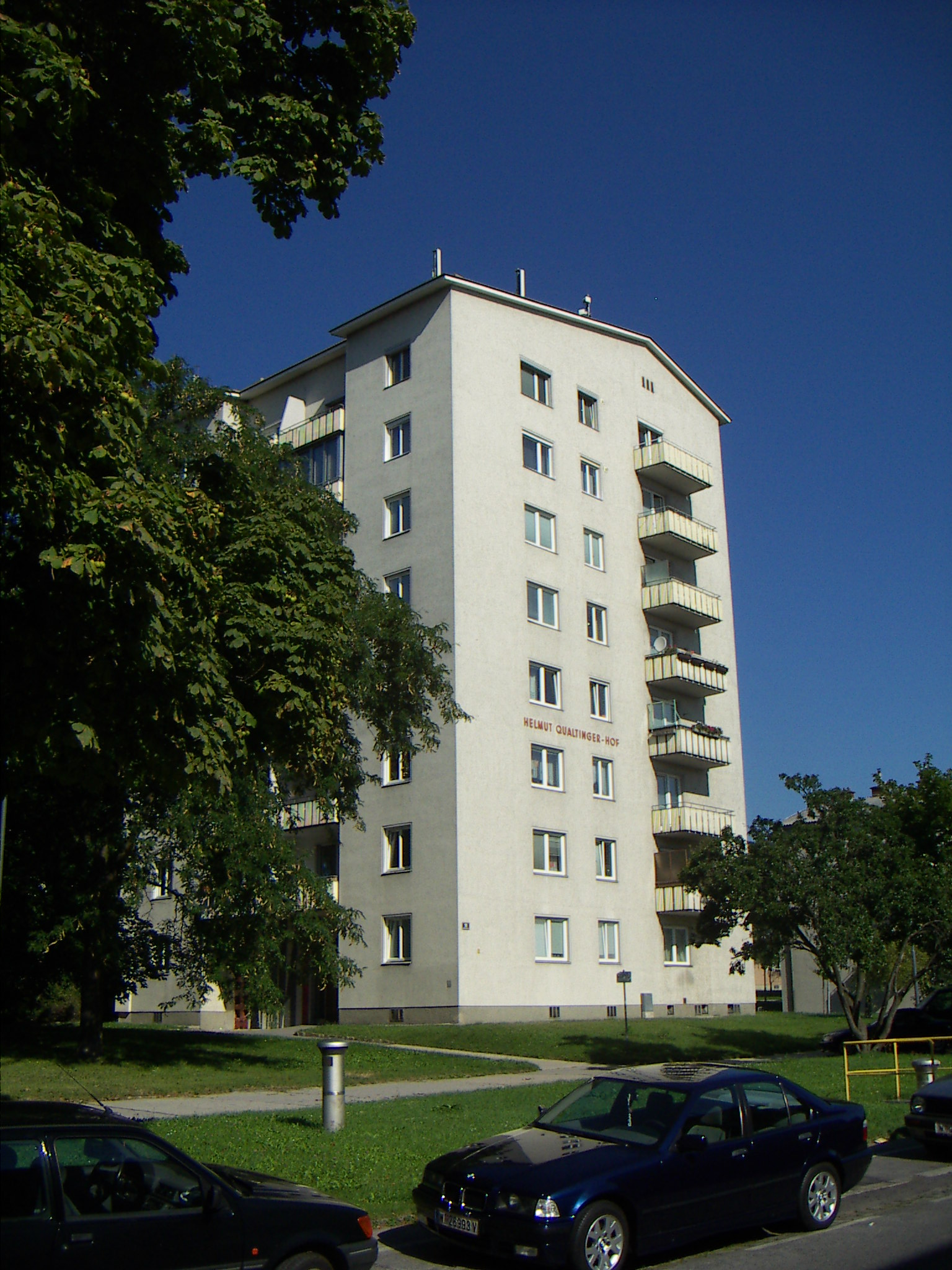
Helmut-Qualtinger-Hof, Stiege 22 (2008)

Der Helmut-Qualtinger-Hof ist ein Gemeindebau im 19. Wiener Gemeindebezirk, Döbling. Er wurde von 1958 bis 1959 nach Plänen des Architekten Hermann Kutschera errichtet und umfasst 368 Wohnungen.

## Lage
Der Helmut-Qualtinger-Hof liegt in der Döblinger Katastralgemeinde Untersievering. Die Wohnhausanlage wird im Süden von der Traklgasse begrenzt; im Südosten reicht das Gelände des Gemeindebaus bis zur Weinzingergasse bzw. Iglaseegasse heran. Im Osten ist der Helmut-Qualtinger-Hof durch drei Gebäude von der Grinzinger Allee getrennt, während im Norden die Paradisgasse und im Westen die Daringergasse das Gelände begrenzen. Die offizielle Adresse der Wohnanlage lautet Daringergasse 12–20.

## Geschichte und Bauwerk

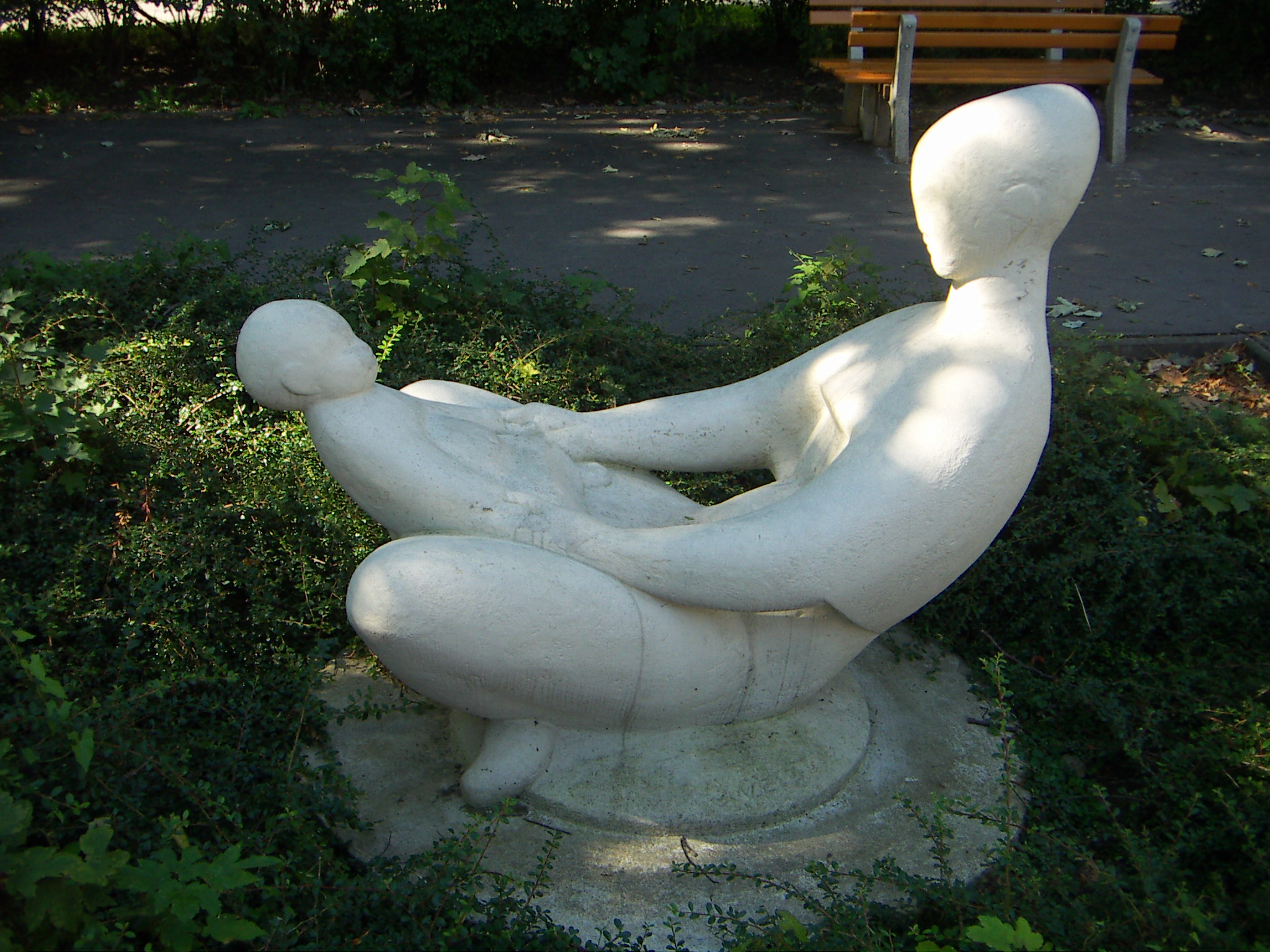
Ferdinand Welz: Mutter und Kind im Helmut-Qualtinger-Hof in Wien

Auf dem Gelände zwischen Grinzinger Allee und Daringergasse wurde im Ersten Weltkrieg ein Baracken-Notspital als k.u.k. Kriegsspital Grinzing errichtet. Die verwundeten und kranken Soldaten wurden über die Vorortelinie (Station Oberdöbling) und die Wiener Straßenbahnlinie 38 zugeführt. Mit Patienten und Pflegepersonal war das Spital mit 60 Baracken für 6.000 Menschen ausgelegt und hatte mittig eine Spitalskirche. Die Leitung hatte Oberstabsarzt Arnold Durig. Alfred Adler diente zuvor im Kriegsspital Nr. 6 in Simmering und später auch in Grinzing.
Auf dem Gelände des Helmut-Qualtinger-Hofs befand sich nach dem Zweiten Weltkrieg ein Barackenlager für Familien, deren Häuser während des Krieges zerstört worden waren. In den Jahren 1958 bis 1959 entstanden nach Plänen des Architekten Hermann Kutschera auf dem Gelände 22 Gebäude, die sich in 36 Stiegen gliedern, wobei die Gebäude locker über das Gelände verteilt wurden. Dies führte zu ausgedehnten Grünräumen zwischen den einzelnen Wohnblöcken. Während der Großteil der Gebäude dreigeschoßig mit Satteldach und Lochfassaden ausgeführt wurde, umfassen die drei an der Mittelachse der Anlage, über quadratischem Grundriss errichteten Wohntürme acht Geschoße. Mit ihnen setzte Kutschera auch die ersten Hochhäuser in Döbling um.
Kutschera gliederte die Fassaden der Wohntürme mit Loggien an der Eingangsseite und führte die Seitenfassaden mit Balkonen aus. Auch die niedrigen Wohnblöcke erhielten Balkone und Loggien. Zudem plante der Architekt drei zweigeschoßige, würfelförmige Häuser, deren Fassadengestaltung er durch unterschiedliche Farbgebung variierte. Als Kunstwerke schmücken Mosaike von Rudolf Hausner, Hermine Aichenegg und Carl Unger die Wohntürme des Helmut-Qualtinger-Hofes, zudem befindet sich die Brunnenplastik „Mutter mit Kind“ von Ferdinand Welz in der Wohnhausanlage.

## Bewohner
Die Wohnanlage wurde am 25. September 1989 benannt; der zitierte Helmut Qualtinger hatte von 1960 bis 1976 hier gewohnt. Auch der KPÖ-Politiker Johann Koplenig lebte von 1960 bis 1968 in diesem Gemeindebau, Teddy Podgorski wohnte von 1960 bis zum Anfang der 1980er Jahre hier, die Schauspielerin Louise Martini ab 1968. Des Weiteren gehören die Schriftstellerin Friedl Hofbauer, der Komponist Karl Grell sowie die Volksschauspielerin Helmi Mareich zu den prominenten Bewohnern des Helmut-Qualtinger-Hofes. Eine Gedenktafel erinnert an den Wienerlied-Komponisten Sepp Fellner, 1958/59 wurde nach den Plänen von Josef Schuster ein Gedenkstein für Karl Grell errichtet.
Michael Horowitz nannte 2019 in Erinnerungen an meine glückliche Kindheit  weiters als Bewohnende Bill Grah, Franziska Kalmar, Dagmar Koller, Ida Krottendorf, Johannes Kunz, Ernst Meister, Hermi Niedt, Hanno Pöschl, Leopold Rudolf, Erne Seder, Peter Weck, Klaus-Jürgen Wussow und Alexander Wrabetz.